# Primærrute 54
De Primærrute 54 is een hoofdweg in Denemarken. De weg loopt van Næstved naar Rønnede. De Primærrute 54 loopt over het eiland Seeland en is ongeveer 19,3 kilometer lang.